# Fons Brijdenbach
Alfons « Fons » Brydenbach, né le 12 octobre 1954 à Vorselaar et mort le 8 mai 2009 à Wechelderzande, est un athlète belge, spécialiste du 400 mètres.

## Biographie
Lors de l'Universiade de Sofia disputée en août 1977, il remporte le 400 mètres en 45 s 18 en devançant l'américain W. Smith (45 s 34) et le polonais Podlas (45 s 38) [2]. 
Brydenbach obtient le diplôme de professeur d'éducation physique à l'université catholique de Louvain et exerce le métier d'enseignant. Marié et père de trois enfants, il meurt d'un cancer en mai 2009.

### Palmarès
| Date | Compétition                    | Lieu            | Résultat | Épreuve   |
| ---- | ------------------------------ | --------------- | -------- | --------- |
| 1973 | Championnats d'Europe juniors  | Duisbourg       | 1er      | 400 m     |
| 1974 | Championnats d'Europe en salle | Göteborg        | 1er      | 400 m     |
| 1976 | Jeux olympiques                | Montréal        | 4e       | 400 m     |
| 1977 | Championnats d'Europe en salle | Saint-Sébastien | 1er      | 400 m     |
| 1977 | Universiade                    | Sofia           | 1er      | 400 m     |
| 1980 | Jeux olympiques                | Moscou          | 5e       | 400 m     |
| 1981 | Coupe du monde des nations     | Rome            | 2e       | 4 x 400 m |

### Records
| Épreuve | Performance | Lieu     |  | Date |
| ------- | ----------- | -------- |  | ---- |
| 400 m   | 45 s 04     | Montréal |  | 1976 |

En outre, ses meilleurs temps, réalisés en 1975, sont, sur le 100 mètres, de 10 secondes 46, et sur le 200 mètres, de 20 secondes 68.